# 約翰·柯爾曼
約翰·柯爾曼（英語：John Coleman，1935年—）是英國作家和前情報人員，曾為軍情六處情報人員。著有多本涉及陰謀論的書籍，其中包括《陰謀者的階層：三百人委員會的故事》（Conspirators Hierarchy: The Story of the Committee of 300）。
柯爾曼在《陰謀者的階層：三百人委員會的故事》中聲稱「三百人委員會」已滲透至英美等國政府，主導了兩次世界大戰、美國總統甘迺迪和義大利總理莫羅等領導人的遇刺案、水門案等一系列歷史事件，目標是建立「新世界秩序」。